# Шмидт, Карл (педагог)
Карл Шмидт (7 июля 1819, Остерниенбург — 8 ноября 1864) — германский педагог, получивший прозвище «педагога-антрополога XIX века», крестьянин по происхождению. Входил в кружок «молодых гегельянцев».

## Биография
Окончил местную сельскую школу, в 1834 году поступил в гимназию в Кетене, в 1841 году — в университет Галле, где изучал философию и богословие, заинтересовавшись тогда же идеями Гегеля.
В 1844 году переехал в Берлин, в 1845 году стал помощником учителя в гимназии Кетена. Затем некоторое время был священником, но в 1850 году окончательно сложил с себя духовное звание и сделался учителем. В 1854 году появилась его «Книга о воспитании», в 1858 году — «Письмо к матери о физическом и душевном воспитании детей», в 1857 году — «Гимназическая педагогика», в 1860 году — «История воспитания и обучения», а в 1862 году закончен его важнейший труд «Geschichte der Pädagogik dargestellt in weltgeschichtlicher Entwickelung und im organischen Zusammenhang mit dem Kulturleben» (1860—1862; русский перевод — M., 1880: «История педагогики, изложенная во всемирно-историческом развитии и в органической связи с культурной жизнью народов»).
Это капитальное 4-томное сочинение, вышедшее в 1890 году четвёртым изданием и доставившее автору широкую известность, страдает, однако, по мнению современников, крупными недостатками: изложение довольно сухо, отсутствует ясная философская точка зрения и даже необходимое беспристрастие благодаря резко антиклерикальному направлению Шмидта. Несмотря на большую эрудицию и трудолюбие, автор не мог справиться со своей огромной задачей. Тем не менее труд Шмидта занимал в XIX веке одно из первых мест среди общих сочинений по истории педагогики.
Основная мысль Шмидта сводилась к тому, что педагогика должна быть в сущности только «прикладной антропологией». Фундаментом будущей педагогики, по его мнению, должна сделаться френология. Радикальные воззрения Шмидта, резко отличающиеся от взглядов его антипода в истории педагогики, религиозно настроенного К. Раумера, доставили «педагогу-антропологу» многих сторонников среди народных учителей либерального направления. В 1863 году Шмидт был назначен директором учительской семинарии в Готе. Результатом нового круга его наблюдений явились книги «История народной школы и учительской семинарии Готского герцогства» (1863) и «К реформе учительской семинарии и народной школы» (1863). После смерти автора изданы «Антропология» и «К вопросу о воспитании и религии» (1865).
В 1863 году Шмидт оставил преподавание и возглавил совет по начальному образованию герцогства Гота.